# Église presbytérienne du Brésil

L'Igreja Presbiteriana do Brasil (IPB : Église presbytérienne du Brésil) est une église presbytérienne brésilienne fondée en 1859. Elle compte près de 900 000 membres. L'IPB fut fondée en 1862 par Ashbel Green Simonton à Rio de Janeiro. En 1865, un premier brésilien devient pasteur. En 2021, il compte environ 702 949 membres, répartis dans plus de 5 420 églises et congrégations locales à travers le Brésil.

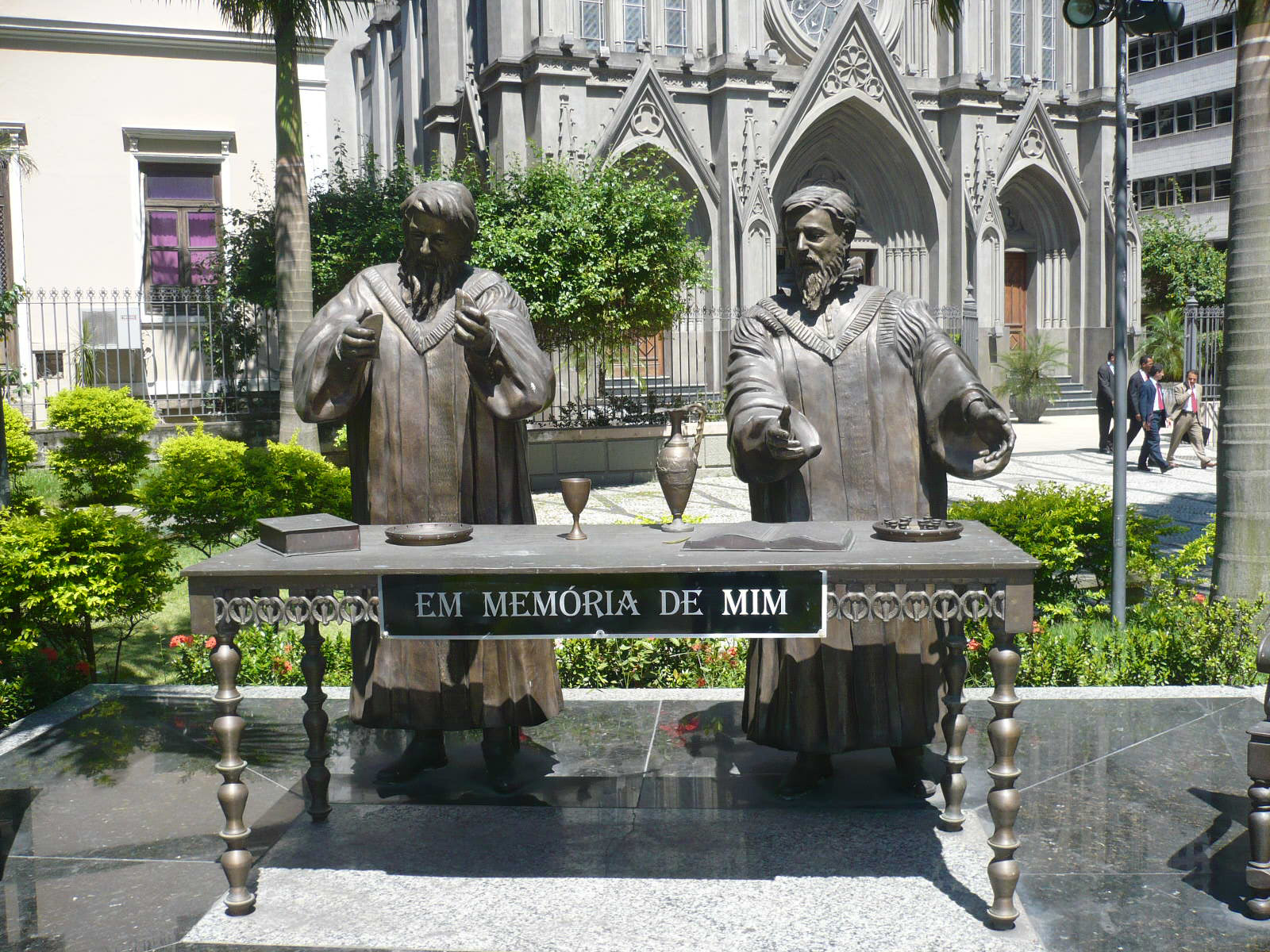
Igreja Presbiteriana do Rio de Janeiro